# Marco Piccinini
 (décembre 2022).
Si vous disposez d'ouvrages ou d'articles de référence ou si vous connaissez des sites web de qualité traitant du thème abordé ici, merci de compléter l'article en donnant les références utiles à sa vérifiabilité et en les liant à la section « Notes et références ».
 (décembre 2022).
Il peut être nécessaire de l'améliorer pour respecter le principe de neutralité de point de vue. Veuillez consulter la page de discussion pour plus de détails.

Pour les articles homonymes, voir Piccinini.
Marco Piccinini, né le 2 juillet 1952 à Rome, est une personnalité sportive, un homme d'affaires et un homme politique italo-monégasque. Il est conseiller de gouvernement pour les Finances et l'Économie de la principauté en 2011 et 2012.

## Biographie
Le père de Marco Picinnini, Arnaldo, était un pionnier de l'industrie électronique italienne. Dans les années 1950, il fonde un groupe industriel regroupant les marques Voxson (Téléviseurs, autoradios, hi-fi…) et Videocolor (Tubes cathodiques couleurs et autres composants électroniques de haute technologie). À la fin des années 1960, en raison de sa santé déclinante, la famille se débarrasse de ses intérêts dans les diverses activités industrielles et s'installe à Monaco. À la mort de son père, Marco Picinnini se concentre sur la finance et le sport automobile.

## Carrière professionnelle

### Course automobile
Marco Piccinini étudie  l'architecture à Rome où il commence également son implication dans la course automobile en coopérant avec un constructeur de Formule 3 et l'équipe de course De Sanctis. Il reçoit également une formation en techniques de négociations internationales à l'Institut de hautes études internationales et du développement de Genève.
En 1977, Marco Piccinini est nommé par Enzo Ferrari comme son représentant en Formule 1. Peu de temps après, il est nommé directeur sportif de la Scuderia Ferrari.

### Carrière diplomatique
Marco Piccinini est nommé ambassadeur de la principauté de Monaco en Chine et en Inde de 2010 à 2011.

### Conseiller de gouvernement et diplomate monégasque
Marco Piccinini est nommé à deux reprises conseiller de gouvernement-ministre des finances et de l'économie de la principauté de Monaco de 2011 à 2012 et de 2023 à 2024.